# Anita B.
Anita B. è un film del 2014 diretto da Roberto Faenza, adattamento cinematografico del romanzo Quanta stella c'è nel cielo di Edith Bruck.

## Trama
Cecoslovacchia,1945. La seconda guerra mondiale è appena terminata e Anita, sedicenne ebrea ungherese sopravvissuta ad Auschwitz, ma rimasta orfana, è accolta in casa della zia paterna Monika a Zvíkovské.
Anita ora vive con la zia, lo zio Aron, il piccolo Roby, figlio dei due, e Eli, fratello di Aron e quindi cognato di Monika in una casa confiscata dal governo cecoslovacco ai tedeschi espulsi dal Paese dopo la guerra.
Anita viene subito trattata con freddezza da Monika che le proibisce di parlare della sua esperienza nel campo di concentramento.
Inoltre le viene proibito di uscire di casa, dato che la ragazza è priva di documenti. Ciò nonostante, invitata dagli zii che confidano nella confusione, una sera partecipa a una festa. Qui due poliziotti, rendendosi conto che si tratta di un'ungherese, scoprono che non è in regola e la arrestano. Imprigionata, viene liberata quando, pochi giorni dopo, ottiene i suoi documenti.
Passano i giorni e Anita comincia a lavorare in una sartoria, dove fa amicizia con David. Nel frattempo tra Anita e Eli inizia una tormentata storia d'amore.
Un giorno Anita scopre di essere incinta: vorrebbe confidarsi con David, ma il giovane è partito per Gerusalemme.
Quando rivela a Eli il suo stato, l'uomo reagisce male e decide di portare l'amante a Praga per farla abortire.
Anita è riluttante, ma lo segue a Praga, poiché crede di esserne innamorata.
Al momento dell'intervento, il medico si rende conto che Anita vorrebbe tenere il bambino e le somministra un calmante per simulare un'anestesia. Poi la congeda riconsegnando a lei il denaro sborsato da Eli per l'aborto.
Anita torna con Eli alla loro stanza d'albergo e lui esce chiudendola a chiave all'interno. Anita, capendo finalmente di non essere amata da Eli, scappa saltando dal balcone e raggiunge il centro di accoglienza per ebrei della città, dove sa che vengono organizzati viaggi verso Marsiglia, per poi salpare verso la Palestina.
La giovane, infine, riesce a partire assieme ad altri ragazzi ebrei per raggiungere Gerusalemme, dove c'è David, e, sul camion che la porterà a Marsiglia, viaggia serena verso il passato del suo popolo con un solo bagaglio: il futuro.

## Produzione

### Sceneggiatura
Il film è un adattamento cinematografico del romanzo Quanta stella c'è nel cielo di Edith Bruck, eseguito con la collaborazione di Nelo Risi e Iole Masucci.

### Riprese
Pur essendo ambientato in Cecoslovacchia il film è stato girato quasi interamente in Trentino-Alto Adige tra Bolzano, Egna, Merano e Fortezza.

## Colonna sonora
La colonna sonora è stata realizzata da Paolo Buonvino e prodotta dalla Warner Chappell Music Italiana.

## Accoglienza

### Critica
- Cinematografo: 3/5[4]
- Comingsoon.it: 3,7/5[5]
- Movieplayer: 2,8/5[6]
- mymovies: 2,52/5[7]

## Riconoscimenti
- 2014 - Capri, Hollywood
  - Miglior attrice emergente a Eline Powell
  - Premio Educational a Roberto Faenza